# Bitwa pod Keren

Planowane postępy sił gen. Platta w Erytrei

Plan pola bitwy pod Keren (ang.)

Bitwa pod Keren (wł. Battaglia di Cheren) – starcie zbrojne stoczone w ramach kampanii wschodnioafrykańskiej w czasie II wojny światowej. Walki toczyły się od 5 lutego do 1 kwietnia 1941 roku. Naprzeciw siebie stanęły regularne i kolonialne (złożone z tubylców) wojska włoskie z jednej strony i siły brytyjsko-hindusko-francuskie z drugiej. Miasteczko Keren, położone w sercu włoskiej kolonii Erytrea, miało w 1941 roku strategiczne znaczenie zarówno dla Włochów, jak i Brytyjczyków. Szlaki drogowe i kolejowe przebiegające przez Keren były kluczem do Asmary, stolicy Erytrei oraz do położonego nad Morzem Czerwonym portu w Massawie; oba te miasta po bitwie skapitulowały.

## Tło wydarzeń
Erytrea, skolonizowana przez Włochów w 1885 roku, stanowiła bazę wypadową dla dwóch prób zdobycia Etiopii (wówczas Abisynii): pierwszej i drugiej wojny abisyńskiej. Druga inwazja miała miejsce w roku 1935, cztery lata przed wybuchem II wojny światowej. Włosi podbili Etiopię w ciągu roku i włączyli ją do swego wschodnioafrykańskiego imperium.
Gdy 10 czerwca 1940 roku Włochy przystąpiły do wojny, Benito Mussolini nakazał swym wojskom w Afryce podjęcie działań zaczepnych, których celami były Somali Brytyjskie oraz graniczne miasta Sudanu i Kenii. W odpowiedzi Brytyjczycy zgromadzili na początku lutego 1941 roku siły składające się z dwóch dywizji w Sudanie i trzech w Kenii. Sudańskim kontyngentem dowodził generał porucznik William Platt, który podlegał bezpośrednio dowódcy wszystkich sił na Bliskim Wschodzie, generałowi Archibaldowi Wavellowi. Zgodnie z planem Platt zaatakował 18 stycznia terytorium przeciwnika z nadgranicznego miasta Kassala i przed 1 lutego zajął Agordat, położone około 160 km na wschód od Kassali. Wieczorem 30 stycznia Gazelle Force, zwiadowcze i szturmowe oddziały ze składu 4 Hinduskiej Dywizji Piechoty dowodzone przez pułkownika Franka Messervy'ego, otrzymały zadanie prowadzenia pościgu za nieprzyjacielem cofającym się w stronę Keren.
W samym Keren nie było żadnych umocnień, ale miasto ze wszystkich niemal stron otaczały strome granitowe wzniesienia, które dawały obrońcom przewagę wysokości, a tym samym możność bezpośredniego kierowania ogniem artylerii. Wąska przełęcz Dongolaas (15°45′34,0″N 38°25′16,8″E/15,759444 38,421333), przez którą prowadziły droga i linia kolejowa z Agordat do Keren, leżała w cieniu masywu górskiego Zeban i góry Falestoh, gdzie znajdował się stary, kamienny Fort Dologorodoc. Po drugiej stronie przełęczy wznosiła się góra Sanchil, która płytkimi siodłami łączyła się ze szczytami Brig's Peak, Hog's Back i Flat Top i dalej z wybitnym szczytem góry Sammana. Przed stokami Sanchil znajdowało się niższe Wzgórze 1616 (nazwa od wysokości n.p.m.), które żołnierze nazwali później Cameron Ridge, panujące nad Doliną Ascidera i linią kolejową.
Kiedy siły brytyjskie znalazły się przed przełęczą, gen. Carnimeo − dowódca 2 Dywizji Kolonialnej − był w trakcie przygotowywania obrony. Jedna z włoskich brygad dotarła do Keren z Agordat prawie nietknięta, natomiast druga poniosła większe straty i wymagała przeformowania. Sabaudzki Pułk Grenadierów (Granatieri di Savoia) i batalion strzelców alpejskich właśnie przybyły na miejsce po trzydniowej podróży non-stop ciężarówkami z Addis Abeby, podobnie jak dwie brygady kolonialne.

## Bitwa

### Pierwsze stadium: 5–8 lutego
1 lutego o godz. 8 Gazelle Force zostały zatrzymane u przeprawy przez szeroko rozlaną w tym miejscu rzekę Baraka, gdzie okazało się, że jedyny most, tzw. Ponte Mussolini, został wysadzony w powietrze, a podejścia do rzeki zaminowane. Jednak do południa 2 lutego pokonały tę przeszkodę i posuwały się w górę Doliny Ascidera, aż do momentu, gdy ponownie musiały zatrzymać się na przełęczy Dongolaas, około 6,5 km od Keren, gdzie drogę blokowało rumowisko skalne powstałe po wysadzeniu przez obrońców pobliskich urwisk.
11 Hinduska Brygada Piechoty przybyła 3 lutego, przeprowadziła następnego dnia rozpoznanie, a 5 lutego uderzyła na lewe stoki przełęczy. 2 Królewski Pułk Cameron Highlanders wdarł się bojem na Wzgórze 1616 u stóp góry Sanchil, a następnej nocy (6 lutego) 3 Batalion 14 Pułku Pendżabskiego uderzył na Brig's Peak, ale został odparty kontratakiem oddziałów 65 Dywizji Granatieri di Savoia i zmuszony do wycofania się na 1616, gdzie wsparł go 1 Batalion 6 Pułk Rajputana Rifles. Wzgórze stało się miejscem walk przez następnych dziesięć dni, a było wystawione na ostrzał z Sanchil, góry Sammana, a nawet z położonych na tyłach wzgórz wzdłuż Doliny Ascidera. Cameron Highlanders i Rajputana Rifles utrzymali tę pozycję, mimo że znajdowali się pod ciągłym ogniem, a całe zaopatrzenie − wodę, żywność i amunicję − musiano dostarczać po odsłoniętych stokach.
6 lutego do akcji weszła 5 Hinduska Brygada Piechoty, która następnego dnia zaatakowała Fort Dologorodoc, obchodząc pozycję szeroką i płytką Doliną Scescilembi (żołnierze ochrzcili ją z sarkazmem Szczęśliwą Doliną) i uderzając w kierunku siodła Acqua Col, a łączącego szczyty Zelele i Falestoh. W nocy 7 lutego kompania 6 Pułku Rajputana Rifles, dowodzona przez subedara Richhpala Rama (który przejął oddział po zranieniu dowódcy), zdobyła siodło i utrzymywała się tam do godz. 4.30, kiedy skończyła się amunicja, a nagły kontratak wyparł żołnierzy na wcześniej zajmowane pozycje. Ostatecznie 8 lutego, przetrzymawszy cały dzień pod zmasowanym ogniem dział i moździerzy, Rajputana Rifles musieli wycofać się na pozycje wyjściowe.

### Drugie stadium: 10–13 lutego
10 lutego po południu 3 batalion 1 Pułku Pendżabskiego ponownie zaatakował Brig's Peak i przed świtem 11 lutego dotarł na szczyt Sanchil. W związku z tym jednak, że żołnierze musieli samodzielnie przenosić wodę, żywność, amunicję i rannych, siła bojowa batalionu zmniejszyła się do dwóch zaledwie plutonów, którym przypadło zadanie utrzymania terenu. Tkwiąc cały dzień pod ogniem dział i moździerzy musieli w końcu, z poważnymi stratami, opuścić Sanchil i Brig's Peak pod naciskiem kontratakujących Granatieri. Wkrótce znaleźli się na z trudem utrzymywanym szczycie Cameron Ridge.
Mimo że Hindusom nie udało się utrzymać ważnego punktu obserwacyjnego na szczycie Sanchil, 12 lutego ruszył ponownie atak na Acqua Col. 29 Hinduska Brygada Piechoty (ze składu 5 Dywizji) została podporządkowana dowódcy 4 Dywizji, generałowi-majorowi Beresford-Peirse'owi, jako rezerwa gotowa do kontynuowania natarcia po ewentualnym przełamaniu linii obronnych przeciwnika. O godz. 5.30, poprzedzony nawałą artyleryjską, 4 batalion 6 Pułku Rajputana Rifles ruszył naprzód. Tym razem wspomniany Richhpal Ram miał mniej szczęścia, gdyż po osiągnięciu krawędzi siodła stracił nogę na minie, a zaraz potem zginął od celnego strzału (otrzymał pośmiertnie Krzyż Wiktorii). Tymczasem 4 batalion 11 Pułku Sikhów naciskał na Acqua Col po przeciwstoku, ale całe natarcie załamało się z braku oczekiwanego ataku 2 batalionu 5 Pułku Mahratta Light Infantry, który był zmuszony pospieszyć z pomocą obrońcom Cameron Ridge.

### Trzecie stadium: 15–27 marca
Platt zdecydował się przerwać natarcie i przegrupować oddziały przed następnym uderzeniem na Keren. Dla odciążenia dróg transportowych, co było konieczne w celu zgromadzenia materiału wojennego na pozycjach wyjściowych, wycofał 5 Dywizję do Kessali, gdzie żołnierzy poddano intensywnym ćwiczeniom, by mogli − w pełni gotowi − ponownie podjąć ofensywę. Zmotoryzowany 1 Pułk Skinners Horse i większość dział samobieżnych rozmieszczono przed wioskami Arressa i Adi Ugri w celu pozornego utrzymywania zagrożenia dla włoskich dróg zaopatrzenia i uzupełnień. Od północy nadciągnęły tymczasem tzw. Briggsforce (Siły Briggsa) składające się z dwóch batalionów 4 Dywizji i dwóch batalionów Wolnych Francuzów pod dowództwem brygadiera Briggsa. Po wkroczeniu z sudańskiej miejscowości Karora do Erytrei Briggsforce posuwały się wzdłuż brzegu Morza Czerwonego i zajęły położoną na południu wioskę Kubkub. 1 marca siły te przedarły się przez przełęcz Mescelit, około 20 km od Keren. Pojawienie się Briggsforce było dla Włochów nie tylko trzecim potencjalnym kierunkiem uderzenia na Keren, ale stwarzało zagrożenie dla Massawy na wybrzeżu i zmuszało ich do utrzymywania tam znacznych sił.

#### Plan ataku
Pole bitwy wyglądało w tej sytuacji następująco: 4 Dywizja Beresford-Peirse'a stała na przełęczy u stóp Sanchil, a 5 Dywizja Lewisa Heatha, ściągnięta na powrót z Kessali, od strony szczęśliwej doliny. Obrońców Keren wzmocniło przybycie z Metemmy 6 Brygady Kolonialnej i 11 Batalionu Czarnych Koszul Granatieri di Savoia. Siły obrońców wynosiły 25 000 ludzi, a atakujących ponad 13 000. Beresford-Pierce miał rzucić na masyw Sanchil wzmocnioną do pięciu batalionów 11 Brygadę, a 5 Brygadę na lewo, w kierunku góry Sammana.
Na froncie 5 Dywizji włoskie wzmocnienie środków w forcie Dologorodoc oznaczały, że Szczęśliwa Dolina znalazła się pod kontrolą obrońców, więc artyleria brytyjska musiała wycofać się z doliny w bezpieczniejsze miejsce. Bez niej atak flankujący przez Acqua Col, w celu zagrożenia liniom zaopatrzenia Dologorodoc, okazał się praktycznie niemożliwy. W tej sytuacji generał-major Lewis Heath uznał, że głównym celem ataku 5 Dywizji będzie właśnie fort. Zdobywszy ten obiekt mógłby nie tylko dać atakującym wojskom znakomity punkt obserwacyjny kierujący ogniem na obie strony przełęczy, ale także odsłonić przeciwległe stoki Dologorodoc (które, jako niewidoczne dla jego artylerii, były bezpiecznym szlakiem komunikacyjnym obrońców) na bezpośredni ogień z fortu.
Planowano, że 15 marca nastąpią dwa uderzenia jedno po drugim tak, by wszystkie posiadane środki ogniowe mogły wziąć udział w przygotowaniu artyleryjskim poprzedzającym każde z nich. Na ostatniej naradzie sztabowej 14 marca Platt powiedział swoim oficerom:

Niech nikt nie myśli, że to będzie spacer. Nie, to będzie krwawa walka: krwawa walka z nieprzyjacielem i terenem. Zwycięży ta strona, która wytrzyma dłużej. Wiem, że wy wytrzymacie więcej niż oni. Obiecuję wam, że ja wytrzymam dłużej niż moi przeciwnicy.

#### Uderzenie Platta

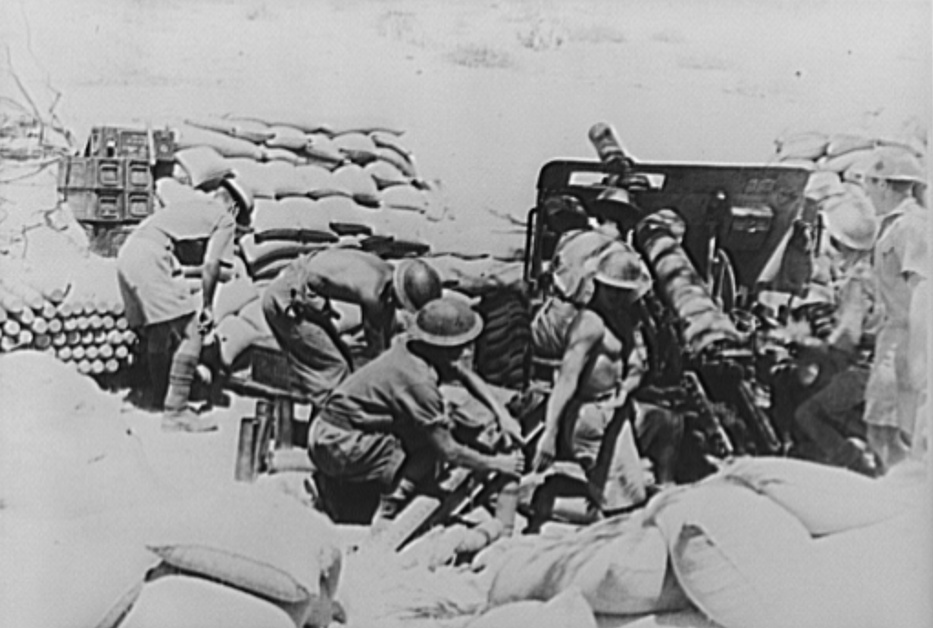
Hinduscy artylerzyści w akcji pod Keren

15 marca o godz. 7.00 brytyjska i hinduska piechota z 4 Dywizji poszła do ataku z Cameron Ridge na Sanchil, Brig's Peak, Hog's Back i trzy wierzchołki góry Sammana. Bitwa zamieniła się w serie ataków i kontrataków, w których obie strony ponosiły bardzo duże straty.
O 10.30, po prawej, 5 Dywizja rozpoczęła natarcie na Dologorodoc. 2 Pułk Highland Light Infantry zaatakował niższe wzniesienia (tzw. Pimple i Pinnacle), ale w świetle dziennym bez powodzenia z powodu ognia ze szczytu Sanchil. Żołnierze leżeli przyszpileni do ziemi ponosząc straty i trwali bez pomocy i zaopatrzenia aż do zmierzchu, kiedy wreszcie mogli się wycofać.
Wieczorem, przed wschodem Księżyca, atak na Dologorodoc podjęła 9 Brygada, teraz dowodzona przez Messervy'ego, właśnie awansowanego na brygadiera. Heath i Messervy planowali jednoczesny atak dwóch batalionów na Pimple i Pinnacle z trzecim batalionem gotowym do przejścia przez ich pozycje i zaatakowania fortu.
Wzięcie tej nocy Pinnacle przez 3 batalion 5 Pułku Mahratta Light Infantry Compton Mackenzie określił w „Eastern Epic”, zapisie dziejów Armii Indii Brytyjskich w czasie wojny, jako „jedną z najwspanialszych małych akcji II wojny światowej, decydującą w efekcie i znakomicie przeprowadzoną... Następnego dnia rano Messervy wdrapał się na Pinnacle by pogratulować Reidowi i jego ludziom i dziwił się jak oni byli w stanie wspinać się tam w pełnym oporządzeniu wprost pod ogień nieprzyjaciela, gdy jemu przyszło to ciężko bez żadnego obciążenia...”.
We wczesnych godzinach rannych 16 marca obrońcy fortu Dologorodoc przeprowadzili gwałtowny kontratak na Pinnacle i Pimple, co trwało kilka godzin. To osłabiło załogę fortu, czego nie omieszkali wykorzystać żołnierze 2 Pułku West Yorkshire, którzy wspięli się po wyglądającej na niemożliwą do przejścia kosie skalnej i − kompletnie zaskakując Włochów − zaatakowali, zdobywając fort po ciężkiej walce o godz. 6.30 i biorąc 400 jeńców. W ten sposób Platt otrzymał artyleryjski punkt obserwacyjny, którego tak bardzo potrzebował.
Przez cały dzień 16 marca Włosi kontratakowali raz za razem, a tymczasem 29 Brygada przeprowadziła wieczorne uderzenie na szczyty Falestoh i Zeban, które musiała − po całym dniu w bezlitosnym skwarze pod ogniem i bez zaopatrzenia − opuścić 17 marca po zmroku. W ciągu następnych dziesięciu dni żołnierze 5 Dywizji w forcie Dologorodoc − pod ostrzałem z trzech stron − byli celem nieustannych ataków, w których Włosi próbowali – ostatecznie bez skutku – odzyskać kluczową pozycję. 4 Dywizja próbowała utrzymać się na szczycie Sanchil, ale w nocy 17 marca, poniósłszy ciężkie straty, musiała opuścić pozycję; utrzymała się natomiast na Hog's Back i Flat Top odpierając w ciągu trzech dni liczne − często w walce wręcz − kontrataki nieprzyjaciela.

#### Ostatni szturm

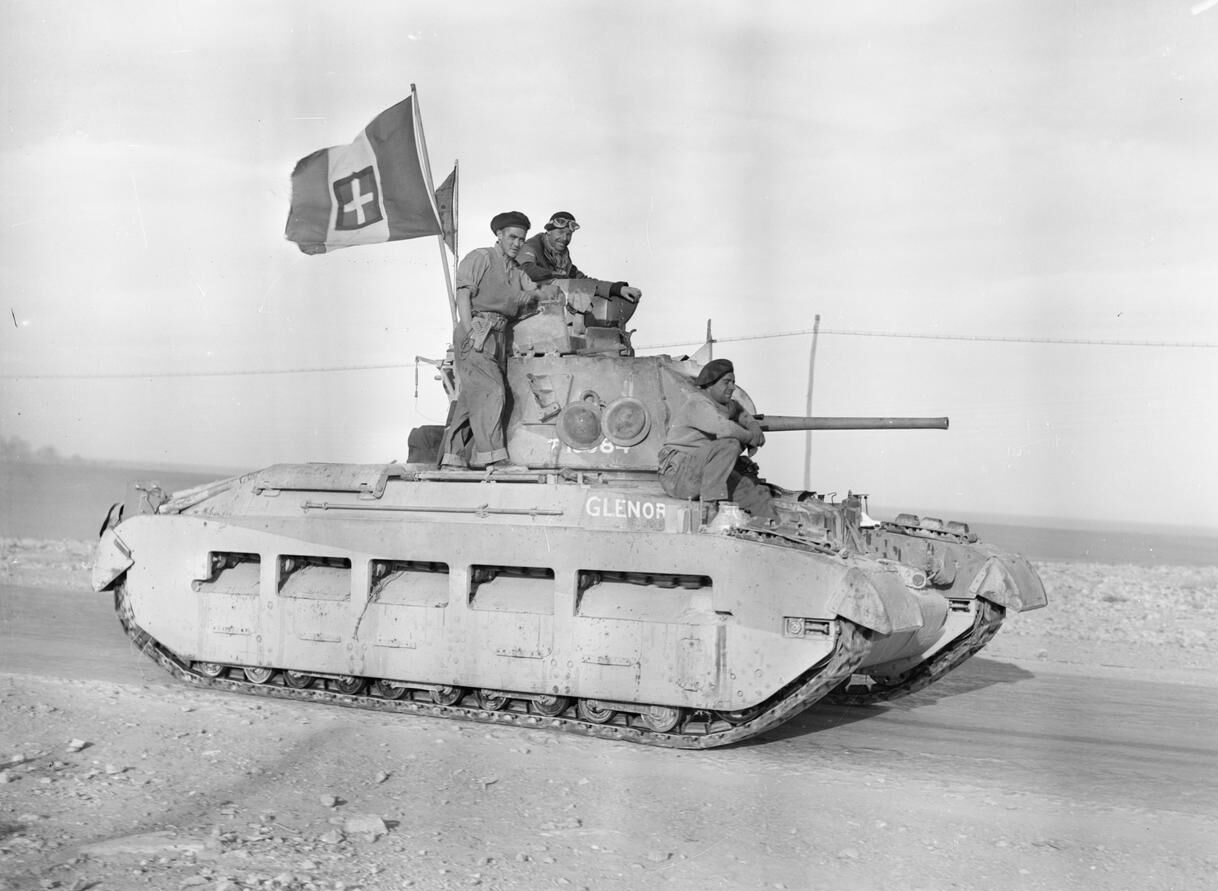
Załoga czołgu Mk II Matilda ze zdobyczną flagą

Platt i jego sztabowcy uznali, że główny atak należy poprowadzić przez przełęcz Dongolaas. Zdaniem Heatha przełęcz, ze względu na swą z natury trudność do pokonania, będzie przez Włochów słabiej broniona. W ciągu nocy 16/17 i 17/18 marca saperom udało się podejść do zawału na drodze i przygotować go do wysadzenia. Wobec intensywnego ognia musieli ten zamiar porzucić, ale dostarczyli sztabowcom wiele cennych informacji, na podstawie których Heath doszedł do wniosku, że kluczem do przełęczy nie jest Sanchil, ale dwa małe wzniesienia (w języku wojskowych brytyjskich Railway Bumps) na wprost zawału, do których można było podejść bez większych przeszkód wzdłuż torów kolejowych wybiegających z tunelu pod Cameron Ridge. 
Atak na szczyty górujące nad przełęczą miał dać saperom 48 godzin bez ostrzału z moździerzy i karabinów maszynowych, by byli w stanie oczyścić drogę. Do tego Heath potrzebował sił całej dywizji, lecz musiał czekać na dojście do siebie zdziesiątkowanej pod Sandchil 10 Brygady. Miała ona wejść w gardziel przełęczy, podczas gdy zadaniem 9 Brygady (wciąż utrzymującej Fort Dologorodoc) było zejście w dół celem zajęcia trzech mniejszych wzgórz blokujących wyjście z przełęczy, zaś 29 Brygada miała w tym czasie zdobyć górę Zeban i dalsze przedmioty terenowe wraz ze szczytem Canabai, skąd widać już było Keren i drogę do Asmary. Dowodzenie 10 Brygadą przejął jeden z oficerów sztabowych Heatha, Thomas „Pete” Rees, a jego poprzednikowi, ppłk. Bernardowi Fletcherowi, przypadło w udziale utworzenie tzw. Fletcher Force, mobilnej grupy uderzeniowej składającej się ze zmotoryzowanego 21 Pułku Central India Horse i 12 czołgów Mk II Matilda, która miała wejść po oczyszczeniu drogi na przełęcz, przedrzeć się na tyły obrońców i zaatakować ich odwody.
24 marca przeprowadzono odwracający uwagę Włochów atak na Sanchil, podczas gdy tuż przed północą Pułk West Yorkshire i 3 batalion 5 Pułku Mahrattas ruszyły z fortu Dologorodoc w dół, by zająć wspomniane wyżej wzgórza nad przełęczą. Do godz. 7.30 wszystkie trzy wzgórza − mimo zaciekłego oporu, na jakie natrafił Pułk Mahrattas − zostały wzięte, a obrońcy przełęczy wybici.
O 3 nad ranem 25 marca żołnierze 2 Pułku Highland Light Infantry i 4 Batalionu 10 Pułku (hinduski Baluch Regiment) wyszli z oczyszczonego przez saperów tunelu. Nawała ogniowa stu dział przytłumiła ogień przeciwnika na grzbiecie Sanchil i pozwoliła na zajęcie przełęczy przez zaskoczenie. Do godz. 5.30 wszystkie cele ataku zostały osiągnięte odcinając obrońców od stanowisk, z których mogliby bezpośrednio razić gardziel przełęczy. W tej sytuacji saperzy − mimo że wokół Sanchil i Dologorodoc wciąż trwały walki − zdołali do południa 26 marca całkowicie odbudować drogę przez przełęcz. 

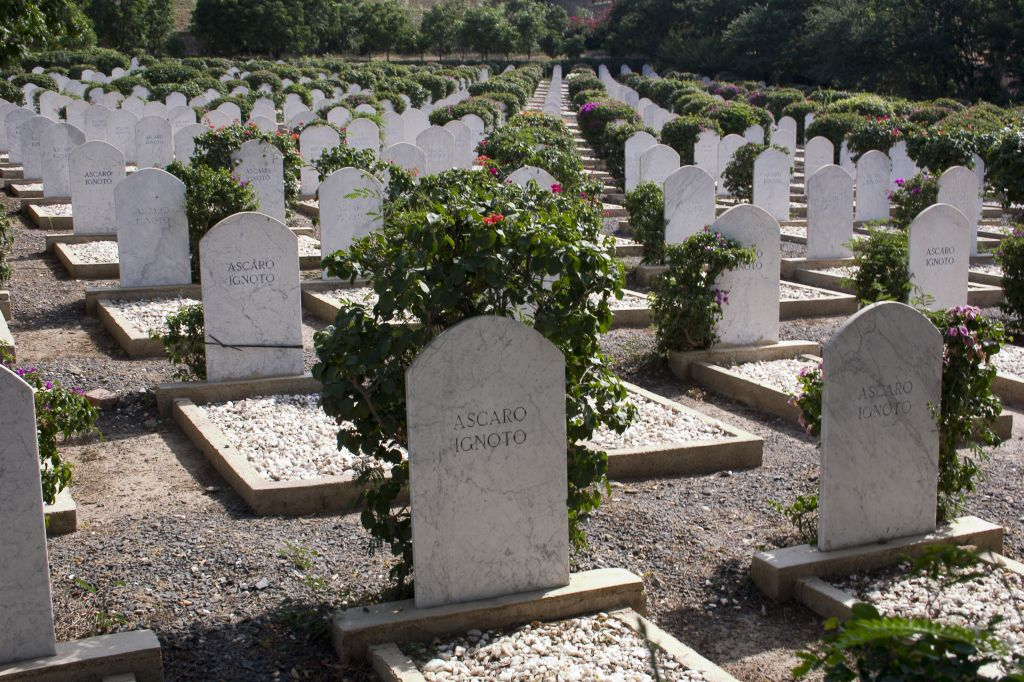
Wojenny cmentarz włoski w Keren

Wcześnie rano 27 marca artyleria brytyjska przeniosła ogień na Zeban i Falstoh. 29 Brygada zaatakowała o godz. 4.30 i stwierdziła, że nieprzyjaciel wycofał się, oraz że zarówno grzbiet Falestoh, jak i dwa wierzchołki Zeban, można zająć bez oporu.
Pozycje Włochów były nie do utrzymania i o świcie samoloty Royal Air Force doniosły, że wycofują się drogą z Keren do Asmary. Broniący grzbietu Sanchil grenadierzy sabaudzcy i bersalierzy mieli mniej szczęścia i musieli się poddać. Fletcher Force zajęły Keren o 10.30, a następnie ruszyły w pościg wzdłuż drogi na Asmarę.

## Po bitwie
Wojska włoskie, zdeterminowane walczyć do końca, wycofały się do Addi Tekelezan. Ich nowe pozycje obronne nie były jednak tak łatwe do utrzymania jak pod Keren i w końcu, 1 kwietnia 1941 roku, Włosi skapitulowali. Francuskie bataliony wzięły 7 kwietnia Montecullo i Fort Umberto, a następnego dnia − na czele wojsk alianckich − wkroczyły do Massawy. Pułkownik Raoul Magrin-Vernerey z 13 Półbrygady Legii Cudzoziemskiej zajął budynek admiralicji włoskiej i wziął do niewoli 10 tysięcy personelu Regia Marina, czym powiększył konto oddziału do 14 tysięcy jeńców. 
W ciągu tygodnia od włoskiej kapitulacji w Adi Tekelezan zarówno Asmara jak i Massaua zostały poddane mimo rozkazów Mussoliniego by walczyć do końca. Massaua stała się wkrótce bazą morską Royal i US Navy.
Do dziś bitwa pod Keren jest postrzegana − mimo przegranej − jako jedna z piękniejszych kart w dziejach oręża włoskiego, a to dzięki heroicznej postawie włoskich i askaryjskich żołnierzy znakomicie dowodzonych przez gen. Carnimeo. Opis bitwy Compton Mackenzie kończy następująco:

Keren to była jedna z najcięższych bitew, w jakich żołnierzom przyszło brać udział; należy powiedzieć, że nigdzie w czasie wojny Niemcy nie walczyli tak uparcie jak te [włoskie] bataliony Savoia, Alpini, bersalierzy czy grenadierzy. W ciągu [pierwszych] pięciu dni walk Włosi stracili niemal 5000 ludzi – w tym 1135 zabitych. Lorenziniemu, dzielnemu włoskiemu generałowi, brytyjski pocisk artyleryjski urwał głowę, był wspaniałym dowódcą erytrejskich wojsk. Nieszczęsna praktyka propagandy wojennej pozwalała prasie brytyjskiej przedstawiać Włochów niemalże jak błaznów; ale − jeśli nie liczyć niemieckich spadochroniarzy we Włoszech i Japończyków w Birmie − nie było nieprzyjaciela, z którym brytyjskie i hinduskie oddziały toczyły boje równie homeryckie, jak z tymi dzielnymi Włochami pod Keren.